# 山口県道172号徳山新南陽線
山口県道172号徳山新南陽線（やまぐちけんどう172ごう とくやましんなんようせん）は、山口県周南市を通る一般県道である。通称『産業道路』。

## 概要
周南市築港町から周南市若山1丁目に至る。

### 路線データ
- 起点：周南市築港町（徳山港、山口県道52号徳山港線起点）
- 終点：周南市若山1丁目（若山交差点、国道2号交点）

## 歴史
- 1995年（平成7年）3月31日 - 山口県告示第261号により認定される。
- 2003年（平成15年）4月21日 - 新南陽市・徳山市・熊毛郡熊毛町・都濃郡鹿野町が対等合併して周南市が発足したことに伴い全線が周南市域のみを通る路線になり、併せて起終点の地名表記が変更される。

## 路線状況

### 通称
- 産業道路

### 道路施設

#### 橋梁
- 御影橋（周南市入船町 - 周南市御影町）
- 新開橋（富田川、周南市御影町 - 周南市三笹町）
- 西浜新橋（周南市福川南町 - 周南市新地町）
- 若山大橋（山陽本線・山口県道347号下松新南陽線、周南市御姫町 - 周南市若山1丁目）

## 地理

### 通過する自治体
- 山口県
  - 周南市

### 交差する道路
| 交差する道路              | 交差する場所 | 交差する場所      |
| ------------------------- | ------------ | ----------------- |
| 山口県道52号徳山港線      | 築港町       | 起点              |
| 山口県道347号下松新南陽線 | 若山1丁目    | [ 注釈 1 ]        |
| 国道2号 / 周南バイパス    | 若山1丁目    | 若山交差点 / 終点 |

### 交差する鉄道
- 山陽本線

### 沿線
- 徳山港
- JR西日本山陽本線・山陽新幹線 徳山駅
- 周南コンビナート工場群
  - トクヤマ（徳山事業所、南陽工場）
  - 日新製鋼周南製鋼所
  - 東ソー（山口営業所、南陽研究所）
  - 日本ポリウレタン
- JR西日本山陽本線
  - 新南陽駅 - 福川駅
- イオンタウン周南
- 周南市立福川中学校